# Idioma manchú
El idioma manchú es una de las lenguas tunguses. En la actualidad es una lengua al borde de la extinción, quedando menos de cien hablantes nativos. Aunque los manchúes constituyen una de las etnias reconocidas oficialmente en la República Popular China y el número total de manchúes se estima en torno a los diez millones, en la actualidad la inmensa mayoría de ellos habla el chino mandarín como lengua materna. Los manchúes se localizan geográficamente en las provincias chinas de Heilongjiang, Liaoning y Jilin en el nordeste de China, en la región tradicionalmente designada en Occidente con el nombre de Manchuria.
Aunque el manchú propiamente dicho se encuentra al borde de la extinción, existen aún 40 000 hablantes de xibe (o xibo, en chino), lengua prácticamente idéntica al manchú clásico, hablada en la actual Región Autónoma Uigur de Sinkiang en el extremo occidental de China. Esta similitud lingüística se debe al origen manchú de los sibe. Pero la lejanía geográfica ha hecho que los sibe hayan desarrollado una identidad étnica diferenciada de los manchúes y, en la clasificación oficial de etnias en la República Popular China, se les considera una etnia diferente. A pesar de esto, muchos lingüistas consideran al sibe y al manchú actuales variantes de una misma lengua. En todo caso, el número tan reducido de hablantes nativos hace difícil cualquier estimación científica del grado de proximidad entre ambas variedades lingüísticas.
El manchú es una lengua aglutinante, que muestra una considerable armonía vocálica. Deriva de la lengua del antiguo pueblo de los yurchen, para los que Hung Taiji, el primer emperador de la dinastía Qing, creó una nueva identidad nacional acuñando el nombre "manchú", sobre cuya etimología existen varias teorías.
La interacción de los yurchen/manchúes con los pueblos vecinos se dejaría sentir en la evolución del idioma manchú, que fue junto con el chino oficial durante la época de la dinastía Qing, y adoptaría muchos préstamos lingüísticos del mongol y del chino.

## Sistema de escritura
El fundador de la identidad nacional manchú y de la dinastía Qing Hung Taiji hizo crear un alfabeto para la lengua, basado en el alfabeto mongol vertical, el cual, por su parte, se deriva del alfabeto arameo a través de los alfabetos antiguos uigur y sogdiano.

## Importancia histórica del idioma manchú

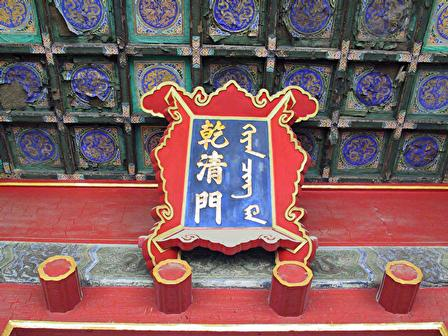
Inscripción bilingüe en la Ciudad Prohibida de Pekín, en chino, a la izquierda, y en manchú, a la derecha.

El pueblo manchú o yurchen fundó dos de las dinastías que gobernaron China, la dinastía Jin, que gobernó gran parte del norte de China entre los siglos XII y XIII, y la dinastía Qing, la última de las dinastías imperiales chinas. A pesar de que los manchúes adoptaron en gran medida la lengua y los usos chinos en sus labores de gobierno, el yurchen o manchú tuvo históricamente un papel relevante e influyó sobre las lenguas vecinas como el mongol y el propio chino. 
La adopción del manchú como lengua oficial, junto con el chino, durante la dinastía Qing, hizo del manchú una lengua de uso habitual en la administración del estado chino. Hasta la caída de la China imperial en 1911, los documentos oficiales se escribían en chino y en manchú. En la actualidad, numerosas inscripciones en manchú pueden verse aún en los palacios de los antiguos emperadores y dirigentes manchúes, como en la Ciudad Prohibida de Pekín, donde las puertas de entrada a los pabellones están presididas por inscripciones bilingües en las dos lenguas. Debido a ese papel de lengua de administración, el manchú es un idioma de trabajo muy importante para los estudiosos de la historia de la dinastía Qing.
Otra razón que le da relevancia es el hecho de que numerosos textos clásicos chinos fueron traducidos al manchú, simplificando así su estudio. En Rusia, Alemania y Japón se le ha prestado particular atención al estudio de esta lengua.

## Gramática
Como ya se ha mencionado, el manchú es una lengua aglutinante. Muchas partículas se utilizan como sufijos dando lugar a un sistema de declinación de sustantivos. Se pueden identificar casos como el nominativo, el acusativo, el genitivo y el dativo, aunque por el carácter aglutinante de la lengua es difícil hacer una lista exhaustiva de estos.
El orden básico de la frase en manchú es Sujeto Objeto Verbo (SOV).